# Lineodes leucostrigalis
Lineodes leucostrigalis là một loài bướm đêm trong họ Crambidae.